# Rydzówka (Braniewo)
Rydzówka ist ein Ort in der polnischen Woiwodschaft Ermland-Masuren und gehört zur Landgemeinde Braniewo (Braunsberg) im Powiat Braniewski (Kreis Braunsberg).
Rydzówka liegt im Nordwesten der Woiwodschaft Ermland-Masuren, sieben Kilometer südöstlich der Kreisstadt Braniewo (Braunsberg).
Über Entstehung und Entwicklung der heutigen Osada (= „Siedlung“) Rydzówka gibt es keine Belege. So ist nicht bekannt, ob der Ort vor 1945 eine deutsche Bezeichnung hatte, liegt er doch im Gebiet des früheren ostpreußischen Kreises Braunsberg. Möglich ist auch eine Ortsgründung nach 1945.
Heute gehört Rydzówka zur Gmina Braniewo im Powiat Braniewski, der von 1975 bis 1998 der Woiwodschaft Elbląg, seither der Woiwodschaft Ermland-Masuren zugeordnet ist. Im Jahre 2002 waren in Rydzówka elf Einwohner gemeldet.
Kirchlich ist Rydzówka nach Braniewo eingepfarrt: zur dortigen römisch-katholischen Kirche im Erzbistum Ermland und zur Diözese Masuren der Evangelisch-Augsburgischen Kirche in Polen.
Nach Rydzówka führt von Szyleny (Schillgehnen) aus eine Landwegverbindung. Unmittelbar am Ostrand des Ortes verläuft die polnische Schnellstraße S 22, die einstige deutsche Reichsautobahn Berlin–Königsberg, auch „Berlinka“ genannt. Die nächste Auffahrt ist Braniewo Połnoc.
Die nächste Bahnstation ist Zakrzewiec (Vogelsang) an der Bahnstrecke Olsztyn Gutkowo–Braniewo.